# Ramajendas
Genre
Ramajendas est un genre de tardigrades de la famille des Ramazzottiidae.

## Liste des espèces
Selon Degma, Bertolani et Guidetti, 2014 :
- Ramajendas dastychi Kaczmarek, Janko, Smykla & Michalczyk, 2013
- Ramajendas frigidus Pilato & Binda, 1990
- Ramajendas heatwolei Miller, Horning & Dastych, 1995
- Ramajendas renaudi (Ramazzotti, 1972)

## Taxinomie
Ce genre a été déplacé des Isohypsibiidae aux Ramazzottiidae par Bertolani, Guidetti, Marchioro, Altiero, Rebecchi et Cesari en 2014.

## Publication originale
- Pilato & Binda, 1990 : Tardigradi dell'Antartide. 1. Ramajendas, nuovo genere di Eutardigrado. Nuova posizione sistematica di Hypsibius renaudi Ramazzotti, 1972 e descrizione di Ramajendas frigidus n. sp. Animalia (Catania), vol. 17, p. 61-71.